# Ruprecht van de Palts (1427-1480)

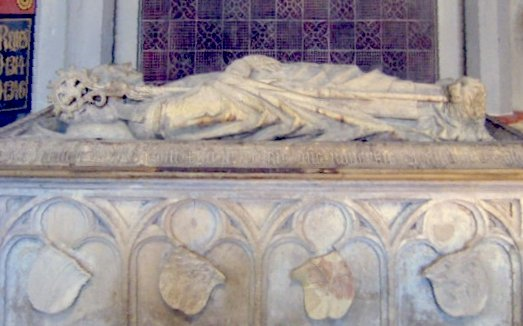
De graftombe van Ruprecht van de Palts in de Munster van Bonn.

Ruprecht van de Palts (27 februari 1427 - Gladenbach, 16 of 26 juli 1480) was van 1463 tot aan zijn dood aartsbisschop van Keulen. Hij behoorde tot het huis Wittelsbach. 

## Levensloop
Ruprecht was de derde zoon van keurvorst Lodewijk III van de Palts en Mathilde van Savoye, dochter van heer Amadeus van Piëmont. Hij was voorbestemd voor een kerkelijke loopbaan en studeerde aan de universiteiten van Heidelberg en Keulen. Eerst werd hij kanunnik van de Dom van Mainz, waarna hij onderdeken van de kapittel van de Dom van Keulen was. Vervolgens was hij proost van de Dom van Würzburg.
Op 30 maart 1463 werd hij verkozen tot aartsbisschop van Keulen. Zijn verkiezing werd pas in augustus 1464 door de paus bevestigd en op Palmzondag 1468 werd hij uiteindelijk tot bisschop gewijd. In augustus 1471 kreeg hij zijn bisschoppelijke regalia van het Heilige Roomse Rijk, pas acht jaar na zijn verkiezing. Hij werd in deze functie verkozen wegens zijn familieconnecties en stond tegenover de uitdaging om te verhinderen dat het aartsbisdom Keulen aan invloed zou verliezen. Hij moest dit doen door de interne problemen in het aartsbisschop op te lossen. Deze waren er gekomen door het inkomstentekort dat ontstaan was toen Ruprechts voorganger Diederik II van Moers de tolinkomsten van de belangrijkste handelssteden aan de Rijn verhypothekeerd had om oorlogskosten te betalen. Hij moest akkoord gaan met de 23 artikelen die zijn financiële mogelijkheden beperkte en die vier dagen voor zijn bisschopsverkiezing goedgekeurd waren door de kapittel en de Staten. Ook moest hij aanvaarden dat de kapittel in leen het bezit nam over de belangrijke handelsstad Zons.
Ruprecht had regelmatig ruzie met zijn adviseur en raakte betrokken bij de externe politiek. In 1467 sloot hij een alliantie met hertog Adolf van Gelre tegen het hertogdom Kleef, met de bedoeling om de controle te herwinnen over Soest, Xanten en Rees. Toen in 1471 eindelijk zijn regalia had ontvangen, vorderde hij bij de Staten en bij zijn kapittel een belastingverhoging. Om ervoor te zorgen dat hij dit bemachtigde, liet hij de stad Zons bezetten. 
Als bisschop volhardde Ruprecht in zijn poging om de macht van de steden in zijn aartsbisdom in te perken. Met de militaire en financiële steun van zijn broer Frederik I begon hij de Keulse Stiftoorlog, dat voortvloeide uit de Bourgondische Oorlogen. De meerderheid van Ruprechts vazallen, inclusief de Keulse burgers, weigerden hem te steunen en vroegen aan de paus en keizer Frederik III in te grijpen. In open rebellie stelden ze Herman van Hessen aan als diocesaan administrator en beschermer van het aartsbisdom Keulen.  
Slechts enkele vazallen bleven Ruprecht trouw. Hij riep vervolgens de hulp in van hertog Karel de Stoute van Bourgondië, die zichzelf als de beschermheer van Keulen beschouwde. In december 1473 deed keizer Frederik III een poging om te bemiddelen, maar dit mislukte. In 1474 begon Karel de Stoute het Beleg van Neuss, een rebellenbolwerk waar Herman van Hessen zijn toevlucht had genomen, waarna de Rijksdag in Augsburg de oorlog verklaarde aan Karel de Stoute. Het Beleg van Neuss duurde meer dan een jaar en eindigde toen Karel de Stoute in 1475 de pauselijke bemiddeling aanvaardde, ook wat de positie van Ruprecht betrof. Ruprecht was in 1472 namelijk door de paus geëxcommuniceerd omdat hij de verplichte contributies aan de Heilige Stoel niet betaalde.
De volgende jaren begon zijn positie te verzwakken: zijn broer weigerde hem te steunen tegen de keizer en stierf in december 1476, hij verloor alle steun behalve die van de steden Kempen en Altenahr en in maart 1478 werd hij door Herman van Hessen gevangengenomen. Hij werd opgesloten in de burcht van Blankenstein nabij Gladenbach. Vervolgens werd er met de bemiddeling van de hertog van Gulik-Berg een verdrag gesloten: hij werd gedwongen om zijn positie als aartsbisschop op te geven in ruil voor een inkomen van 4.000 goudgulden. Erik stierf echter nog voor de paus zijn abdicatie had erkend, waarna hij werd bijgezet in het Munster van Bonn. Herman van Hessen, die succesvol Neuss had verdedigd tegen Erik en zijn bondgenoten, volgde hem op als aartsbisschop van Keulen.
Als aartsbisschop had Ruprecht enig succes betreffende kloosterhervormingen, die zelfs doorgevoerd werden buiten zijn regeringsgebied in Kleef en Gulik-Berg. Ook had hij een grote passie voor de jacht en de valkerij.

## Kwartierstaat
| Ruprecht II van de Palts (1325-1398) | Ruprecht II van de Palts (1325-1398) | Ruprecht II van de Palts (1325-1398) | Ruprecht II van de Palts (1325-1398) | Ruprecht II van de Palts (1325-1398)  | Ruprecht II van de Palts (1325-1398)  | Beatrix van Sicilië (1326-1365)       | Beatrix van Sicilië (1326-1365)       | Beatrix van Sicilië (1326-1365)       | Beatrix van Sicilië (1326-1365)       | Beatrix van Sicilië (1326-1365)       | Beatrix van Sicilië (1326-1365)       |                                       |                                       | Frederik V van Neurenberg (1333-1398) | Frederik V van Neurenberg (1333-1398) | Frederik V van Neurenberg (1333-1398) | Frederik V van Neurenberg (1333-1398) | Frederik V van Neurenberg (1333-1398) | Frederik V van Neurenberg (1333-1398) | Elisabeth van Meißen (1329-1375)     | Elisabeth van Meißen (1329-1375)     | Elisabeth van Meißen (1329-1375) | Elisabeth van Meißen (1329-1375) | Elisabeth van Meißen (1329-1375)    | Elisabeth van Meißen (1329-1375)    |                                     |                                     | Jacobus van Piëmont (1315-1367)     | Jacobus van Piëmont (1315-1367)     | Jacobus van Piëmont (1315-1367) | Jacobus van Piëmont (1315-1367) | Jacobus van Piëmont (1315-1367) | Jacobus van Piëmont (1315-1367) | Margaretha van Beaujeu (1346-1402) | Margaretha van Beaujeu (1346-1402) | Margaretha van Beaujeu (1346-1402) | Margaretha van Beaujeu (1346-1402) | Margaretha van Beaujeu (1346-1402) | Margaretha van Beaujeu (1346-1402) |                                 |                                 | Amadeus III van Genève (1311-1367) | Amadeus III van Genève (1311-1367) | Amadeus III van Genève (1311-1367)       | Amadeus III van Genève (1311-1367)       | Amadeus III van Genève (1311-1367)       | Amadeus III van Genève (1311-1367)       | Mathilde van Auvergne (overleden in 1399) | Mathilde van Auvergne (overleden in 1399) | Mathilde van Auvergne (overleden in 1399) | Mathilde van Auvergne (overleden in 1399) | Mathilde van Auvergne (overleden in 1399) | Mathilde van Auvergne (overleden in 1399) |  |  |  |  |  |  |  |  |  |  |  |  |  |  |  |  |  |  |  |  |  |  |  |  |  |  |  |  |  |  |  |  |  |  |  |  |  |  |  |  |  |  |  |  |  |  |  |  |
| Ruprecht II van de Palts (1325-1398) | Ruprecht II van de Palts (1325-1398) | Ruprecht II van de Palts (1325-1398) | Ruprecht II van de Palts (1325-1398) | Ruprecht II van de Palts (1325-1398)  | Ruprecht II van de Palts (1325-1398)  | Beatrix van Sicilië (1326-1365)       | Beatrix van Sicilië (1326-1365)       | Beatrix van Sicilië (1326-1365)       | Beatrix van Sicilië (1326-1365)       | Beatrix van Sicilië (1326-1365)       | Beatrix van Sicilië (1326-1365)       |                                       |                                       | Frederik V van Neurenberg (1333-1398) | Frederik V van Neurenberg (1333-1398) | Frederik V van Neurenberg (1333-1398) | Frederik V van Neurenberg (1333-1398) | Frederik V van Neurenberg (1333-1398) | Frederik V van Neurenberg (1333-1398) | Elisabeth van Meißen (1329-1375)     | Elisabeth van Meißen (1329-1375)     | Elisabeth van Meißen (1329-1375) | Elisabeth van Meißen (1329-1375) | Elisabeth van Meißen (1329-1375)    | Elisabeth van Meißen (1329-1375)    |                                     |                                     | Jacobus van Piëmont (1315-1367)     | Jacobus van Piëmont (1315-1367)     | Jacobus van Piëmont (1315-1367) | Jacobus van Piëmont (1315-1367) | Jacobus van Piëmont (1315-1367) | Jacobus van Piëmont (1315-1367) | Margaretha van Beaujeu (1346-1402) | Margaretha van Beaujeu (1346-1402) | Margaretha van Beaujeu (1346-1402) | Margaretha van Beaujeu (1346-1402) | Margaretha van Beaujeu (1346-1402) | Margaretha van Beaujeu (1346-1402) |                                 |                                 | Amadeus III van Genève (1311-1367) | Amadeus III van Genève (1311-1367) | Amadeus III van Genève (1311-1367)       | Amadeus III van Genève (1311-1367)       | Amadeus III van Genève (1311-1367)       | Amadeus III van Genève (1311-1367)       | Mathilde van Auvergne (overleden in 1399) | Mathilde van Auvergne (overleden in 1399) | Mathilde van Auvergne (overleden in 1399) | Mathilde van Auvergne (overleden in 1399) | Mathilde van Auvergne (overleden in 1399) | Mathilde van Auvergne (overleden in 1399) |  |  |  |  |  |  |  |  |  |  |  |  |  |  |  |  |  |  |  |  |  |  |  |  |  |  |  |  |  |  |  |  |  |  |  |  |  |  |  |  |  |  |  |  |  |  |  |  |
|                                      |                                      |                                      |                                      |                                       |                                       |                                       |                                       |                                       |                                       |                                       |                                       |                                       |                                       |                                       |                                       |                                       |                                       |                                       |                                       |                                      |                                      |                                  |                                  |                                     |                                     |                                     |                                     |                                     |                                     |                                 |                                 |                                 |                                 |                                    |                                    |                                    |                                    |                                    |                                    |                                 |                                 |                                    |                                    |                                          |                                          |                                          |                                          |                                           |                                           |                                           |                                           |                                           |                                           |  |  |  |  |  |  |  |  |  |  |  |  |  |  |  |  |  |  |  |  |  |  |  |  |  |  |  |  |  |  |  |  |  |  |  |  |  |  |  |  |  |  |  |  |  |  |  |  |
|                                      |                                      |                                      |                                      | Ruprecht III van de Palts (1352-1410) | Ruprecht III van de Palts (1352-1410) | Ruprecht III van de Palts (1352-1410) | Ruprecht III van de Palts (1352-1410) | Ruprecht III van de Palts (1352-1410) | Ruprecht III van de Palts (1352-1410) |                                       |                                       |                                       |                                       |                                       |                                       | Elisabeth van Neurenberg (1358-1411)  | Elisabeth van Neurenberg (1358-1411)  | Elisabeth van Neurenberg (1358-1411)  | Elisabeth van Neurenberg (1358-1411)  | Elisabeth van Neurenberg (1358-1411) | Elisabeth van Neurenberg (1358-1411) |                                  |                                  |                                     |                                     |                                     |                                     |                                     |                                     |                                 |                                 | Amadeus van Piëmont (1363-1402) | Amadeus van Piëmont (1363-1402) | Amadeus van Piëmont (1363-1402)    | Amadeus van Piëmont (1363-1402)    | Amadeus van Piëmont (1363-1402)    | Amadeus van Piëmont (1363-1402)    |                                    |                                    |                                 |                                 |                                    |                                    | Catharina van Genève (overleden in 1407) | Catharina van Genève (overleden in 1407) | Catharina van Genève (overleden in 1407) | Catharina van Genève (overleden in 1407) | Catharina van Genève (overleden in 1407)  | Catharina van Genève (overleden in 1407)  |                                           |                                           |                                           |                                           |  |  |  |  |  |  |  |  |  |  |  |  |  |  |  |  |  |  |  |  |  |  |  |  |  |  |  |  |  |  |  |  |  |  |  |  |  |  |  |  |  |  |  |  |  |  |  |  |
|                                      |                                      |                                      |                                      | Ruprecht III van de Palts (1352-1410) | Ruprecht III van de Palts (1352-1410) | Ruprecht III van de Palts (1352-1410) | Ruprecht III van de Palts (1352-1410) | Ruprecht III van de Palts (1352-1410) | Ruprecht III van de Palts (1352-1410) |                                       |                                       |                                       |                                       |                                       |                                       | Elisabeth van Neurenberg (1358-1411)  | Elisabeth van Neurenberg (1358-1411)  | Elisabeth van Neurenberg (1358-1411)  | Elisabeth van Neurenberg (1358-1411)  | Elisabeth van Neurenberg (1358-1411) | Elisabeth van Neurenberg (1358-1411) |                                  |                                  |                                     |                                     |                                     |                                     |                                     |                                     |                                 |                                 | Amadeus van Piëmont (1363-1402) | Amadeus van Piëmont (1363-1402) | Amadeus van Piëmont (1363-1402)    | Amadeus van Piëmont (1363-1402)    | Amadeus van Piëmont (1363-1402)    | Amadeus van Piëmont (1363-1402)    |                                    |                                    |                                 |                                 |                                    |                                    | Catharina van Genève (overleden in 1407) | Catharina van Genève (overleden in 1407) | Catharina van Genève (overleden in 1407) | Catharina van Genève (overleden in 1407) | Catharina van Genève (overleden in 1407)  | Catharina van Genève (overleden in 1407)  |                                           |                                           |                                           |                                           |  |  |  |  |  |  |  |  |  |  |  |  |  |  |  |  |  |  |  |  |  |  |  |  |  |  |  |  |  |  |  |  |  |  |  |  |  |  |  |  |  |  |  |  |  |  |  |  |
|                                      |                                      |                                      |                                      |                                       |                                       |                                       |                                       |                                       |                                       | Lodewijk III van de Palts (1378-1436) | Lodewijk III van de Palts (1378-1436) | Lodewijk III van de Palts (1378-1436) | Lodewijk III van de Palts (1378-1436) | Lodewijk III van de Palts (1378-1436) | Lodewijk III van de Palts (1378-1436) |                                       |                                       |                                       |                                       |                                      |                                      |                                  |                                  |                                     |                                     |                                     |                                     |                                     |                                     |                                 |                                 |                                 |                                 |                                    |                                    |                                    |                                    | Mathilde van Savoye (1390-1438)    | Mathilde van Savoye (1390-1438)    | Mathilde van Savoye (1390-1438) | Mathilde van Savoye (1390-1438) | Mathilde van Savoye (1390-1438)    | Mathilde van Savoye (1390-1438)    |                                          |                                          |                                          |                                          |                                           |                                           |                                           |                                           |                                           |                                           |  |  |  |  |  |  |  |  |  |  |  |  |  |  |  |  |  |  |  |  |  |  |  |  |  |  |  |  |  |  |  |  |  |  |  |  |  |  |  |  |  |  |  |  |  |  |  |  |
|                                      |                                      |                                      |                                      |                                       |                                       |                                       |                                       |                                       |                                       | Lodewijk III van de Palts (1378-1436) | Lodewijk III van de Palts (1378-1436) | Lodewijk III van de Palts (1378-1436) | Lodewijk III van de Palts (1378-1436) | Lodewijk III van de Palts (1378-1436) | Lodewijk III van de Palts (1378-1436) |                                       |                                       |                                       |                                       |                                      |                                      |                                  |                                  |                                     |                                     |                                     |                                     |                                     |                                     |                                 |                                 |                                 |                                 |                                    |                                    |                                    |                                    | Mathilde van Savoye (1390-1438)    | Mathilde van Savoye (1390-1438)    | Mathilde van Savoye (1390-1438) | Mathilde van Savoye (1390-1438) | Mathilde van Savoye (1390-1438)    | Mathilde van Savoye (1390-1438)    |                                          |                                          |                                          |                                          |                                           |                                           |                                           |                                           |                                           |                                           |  |  |  |  |  |  |  |  |  |  |  |  |  |  |  |  |  |  |  |  |  |  |  |  |  |  |  |  |  |  |  |  |  |  |  |  |  |  |  |  |  |  |  |  |  |  |  |  |
|                                      |                                      |                                      |                                      |                                       |                                       |                                       |                                       |                                       |                                       |                                       |                                       |                                       |                                       |                                       |                                       |                                       |                                       |                                       |                                       |                                      |                                      |                                  |                                  |                                     |                                     |                                     |                                     |                                     |                                     |                                 |                                 |                                 |                                 |                                    |                                    |                                    |                                    |                                    |                                    |                                 |                                 |                                    |                                    |                                          |                                          |                                          |                                          |                                           |                                           |                                           |                                           |                                           |                                           |  |  |  |  |  |  |  |  |  |  |  |  |  |  |  |  |  |  |  |  |  |  |  |  |  |  |  |  |  |  |  |  |  |  |  |  |  |  |  |  |  |  |  |  |  |  |  |  |
|                                      |                                      |                                      |                                      |                                       |                                       |                                       |                                       |                                       |                                       |                                       |                                       |                                       |                                       |                                       |                                       |                                       |                                       |                                       |                                       |                                      |                                      |                                  |                                  |                                     |                                     |                                     |                                     |                                     |                                     |                                 |                                 |                                 |                                 |                                    |                                    |                                    |                                    |                                    |                                    |                                 |                                 |                                    |                                    |                                          |                                          |                                          |                                          |                                           |                                           |                                           |                                           |                                           |                                           |  |  |  |  |  |  |  |  |  |  |  |  |  |  |  |  |  |  |  |  |  |  |  |  |  |  |  |  |  |  |  |  |  |  |  |  |  |  |  |  |  |  |  |  |  |  |  |  |
|                                      |                                      |                                      |                                      | Mathilde van de Palts (1419-1482)     | Mathilde van de Palts (1419-1482)     | Mathilde van de Palts (1419-1482)     | Mathilde van de Palts (1419-1482)     | Mathilde van de Palts (1419-1482)     | Mathilde van de Palts (1419-1482)     |                                       |                                       |                                       |                                       | Lodewijk IV van de Palts (1424-1449)  | Lodewijk IV van de Palts (1424-1449)  | Lodewijk IV van de Palts (1424-1449)  | Lodewijk IV van de Palts (1424-1449)  | Lodewijk IV van de Palts (1424-1449)  | Lodewijk IV van de Palts (1424-1449)  |                                      |                                      |                                  |                                  | Frederik I van de Palts (1425-1476) | Frederik I van de Palts (1425-1476) | Frederik I van de Palts (1425-1476) | Frederik I van de Palts (1425-1476) | Frederik I van de Palts (1425-1476) | Frederik I van de Palts (1425-1476) |                                 |                                 |                                 |                                 | Ruprecht van de Palts (1427-1480)  | Ruprecht van de Palts (1427-1480)  | Ruprecht van de Palts (1427-1480)  | Ruprecht van de Palts (1427-1480)  | Ruprecht van de Palts (1427-1480)  | Ruprecht van de Palts (1427-1480)  |                                 |                                 |                                    |                                    | Margaretha van de Palts 1428-1466        | Margaretha van de Palts 1428-1466        | Margaretha van de Palts 1428-1466        | Margaretha van de Palts 1428-1466        | Margaretha van de Palts 1428-1466         | Margaretha van de Palts 1428-1466         |                                           |                                           |                                           |                                           |  |  |  |  |  |  |  |  |  |  |  |  |  |  |  |  |  |  |  |  |  |  |  |  |  |  |  |  |  |  |  |  |  |  |  |  |  |  |  |  |  |  |  |  |  |  |  |  |

- Gemeinsame Normdatei: 12388957X
- Virtual International Authority File: 5851946
- WorldCat: E39PBJhRHDByKtkYv9WVhmwQv3